# Antonio D. Olano
Antonio Domínguez Olano (Villalba, 25 de mayo de 1938 – Madrid, 29 de diciembre de 2012), más conocido como Antonio D. Olano, fue un periodista y escritor español. Trabajó en los periódicos La Noche, El Correo Gallego, El Alcázar, Pueblo, Sábado Gráfico, ABC, Gaceta Ilustrada y la La Codorniz.

## Biografía
Nació en Villalba, Lugo, con una temprana edad se mudó a Madrid, trabajando en los diarios El Alcázar y Pueblo. Como autor teatral estrenó treinta obras en España y en otros países. Fue corresponsal de guerra en varios países, colaborador de la Cadena SER durante cuarenta años, guionista de cine y radio, poeta y biógrafo y amigo de Pablo Picasso, a quien dedicó una parte considrrable de su obra literaria; y de Salvador Dalí. Fue amigo también del retratista gallego Vicente Eyre, padre de Pilar Eyre.
Fue comentarista taurino y cronista de Madrid. Escribió, junto a su maestro Borobó, la versión teatral de La bella Otero y colaboró en muchos periódicos diarios y semanales de Galicia, Barcelona y Madrid.
Viajó por casi todo el mundo. Con Juan Pardo hizo comedias musicales y colaboró en Galicia miña nai dos dous mares con poemas de Ramón Cabanillas, Eduardo Pondal, y uno suyo. Fue galardonado con el premio Antonio Machado de cuentos por Trenes y obtuvo la Medalla de Galicia.

## Obras
- Guía secreta de Madrid

### Ensayos
- Pecar en Madrid
- Locos por la democracia

### Biografía
- Yo soy el Pera

+ DALI, Secreto

### Novelas
- Los hombres se visten de plata
- La España del buitre
- Carta abierta a un muchacho "diferente"
- El Niño que bombardeó París (Actas. 2012. ISBN 978-84-9739-118-4)
- Yiyo, Adiós, príncipe, adiós

### Teatro
- Locos por la democracia
- Madrid. Pecado moral
- Las divinas
- Cara al sol con la chaqueta nueva

## Fallecimiento
Olano falleció en Madrid el 29 de diciembre de 2012. Su cuerpo fue llevado para su incineración al Crematorio de la Almudena.